# ロニー・サイカリー
ロナルド・フレッド・サイカリー (Ronald Fred Seikaly, 1965年5月10日 - ) は、レバノン共和国ベイルート出身の元プロバスケットボール選手。身長211cm、体重104kg。ポジションはセンター。1990年にMIPを受賞した。

## 経歴

### 生い立ち
1965年にレバノンのベイルートで生まれた。10歳となった1975年にギリシャのアテネに移住した。
少年時代彼は、バスケットボール、バレーボール、サッカー、陸上競技を行った。また14歳の時からDJを始めた。
1981年、彼はパナシナイコスBCのバスケットボール選手、タキス・コロネオスに見いだされパナシナイコスのシニアチームの練習に参加するようになった。1982年にはキプロスで行われた試合に同チームの一員として出場した。1983年まで同チームに所属していたがギリシャのパスポートを持っていない彼はギリシャ・バスケットボールリーグの公式戦に出場することができなかった。ギリシャリーグで外国人選手がプレーすることは1988年まで認められなかった。

### 大学時代
1983年12月、ギリシャからアメリカに戻った彼はニューヨーク州のシラキュース大学に入学した。シラキュース・オレンジで彼はセンターを務めた。当初彼はファウルが多く3試合目の出場では25分の出場でファウルアウトとなった。当初は両手でのトマホークダンクしか武器のなかった彼はリバウンダー及びショットブロッカーとして徐々に才能を開花させていった。3年次の1987年にはフロリダ・ゲイターズ戦で33得点、NCAAトーナメントの準々決勝のノースカロライナ・ターヒールズ戦では26得点11リバウンドをあげてチームをファイナルフォーに導いた。決勝のインディアナ大学戦では敗れたものの準優勝を果たした。この大会では彼の1学年下のシャーマン・ダグラスがエース格として活躍した。ダグラスは後にマイアミ・ヒートに入団してサイカリーのチームメートになった。
彼は3年次と4年次にビッグ・イースト・カンファレンスのセカンドチームに選ばれた。
卒業時に彼は大学の通算記録のリバウンドで1位、ブロックショットで2位、得点で4位であった。また史上2人目の1000得点、1000リバウンドをあげた選手にもなった。
彼は後にシラキュース・オレンジのオール20世紀チームに選ばれ大学時代の背番号4番は永久欠番となった。

### プロキャリア
1988年のNBAドラフト1巡全体9位でマイアミ・ヒートに指名された。彼はレバノン生まれで最初にNBAドラフトで指名された選手となった。彼は1年目よりエクスパンションチームであるヒートの主力選手となっただけでなくリーグのトップセンターの仲間入りを果たした。
2年目の1989-90シーズン、チームトップの平均16.6得点、リーグ6位の10.4リバウンド、1.7ブロックショットをあげた。この年彼はMIP賞に選ばれた。
1990-91シーズン、チームにはグレン・ライス、スティーブ・スミスが加入、サイカリーは平均16得点、11.1リバウンドをあげた。
1991-92シーズン、彼は16得点、11リバウンド（リーグ6位）をあげた。チームはグレン・ライスの得点力とサイカリーの活躍で38勝44敗と成績を伸ばしプレーオフに初めて進出した。プレーオフ1回戦でチームはディフェンディングチャンピオンのシカゴ・ブルズと対戦、0勝3敗で敗れた。
1992-93シーズンには3月7日の試合で30得点、20リバウンドをあげてNBAの週間最優秀選手にも選ばれた。この年平均17.3得点、11.8リバウンド（リーグ8位）をあげた。
1993-94シーズン、彼はチーム3位の平均15.1得点、チームトップの10.3リバウンドをあげた。またこの年マイアミ・ヒートのチーム記録となる1試合34リバウンドを記録している。この年チームは42勝40敗でプレーオフにイースタン8位で進出した。
ヒートに在籍中彼は1試合8ブロック、１試合34リバウンドなど多くのチーム記録を作った。
1994年11月2日、ビリー・オーウェンス、プレドラグ・ダニロビッチとのトレードでゴールデンステート・ウォリアーズに移籍した。ウォリアーズでの1年目となる1994-95シーズン、彼はけがのため36試合の出場にとどまり、平均12得点、7リバウンドの成績を残した。1995-96シーズンは先発60試合を含む4試合に出場し、平均12得点、7.8リバウンドの成績を残した。チームはけが人が続出したこともありプレーオフを逃した。
1996-97シーズン前にトレードを要求してトレーニングキャンプへの参加を拒否していた彼は1996年11月、クリフォード・ロジェールとともにフェルトン・スペンサー、ジョン・コンカック、ドナルド・ロイヤルとの引き替えでオーランド・マジックにトレードされた。マジックはこの年イースタン・カンファレンスを席捲していたシャキール・オニールが退団しており、チームには得点力のあるベテランホーレス・グラント、ニック・アンダーソン、デニス・スコットも在籍していたがオールスター選手のペニー・ハーダウェイに次ぐチーム2位の平均17.3得点、チームトップの9.5リバウンド、1.4ブロックショットをあげた。45勝37敗でイースタン7位でプレーオフに出場したチームはアロンゾ・モーニング率いるマイアミ・ヒートと対戦したが2勝3敗で敗れた。ヒートとのシリーズ途中で彼は負傷のため戦線を離脱した。
1997-98シーズン、彼はマジックで47試合に先発した。トレードのデッドラインである1998年2月にユタ・ジャズとのトレードが浮上したが、マジックとジャズのトレードは合意に至らずニュージャージー・ネッツにトレードされることとなった。1998年3月彼はカール・マローン、ジョン・ストックトンとチームメートになりNBAチャンピオンを狙えるジャズへのトレードが成立しなかったことについて残念がっている。ネッツに移籍後は足の負傷により9試合の出場にとどまった。
ロックアウトで短縮された1998-99シーズンも9試合の出場にとどまり彼はこのシーズンでNBAを去ることとなった。
2000年、彼はACBのFCバルセロナ・バスケットと契約、スペインリーグの公式戦に3試合出場した他、ユーロリーグの試合にも4試合出場した。
アメリカに帰化した彼は1986年のグッドウィルゲームズ、1986年バスケットボール世界選手権にバスケットボール男子アメリカ合衆国代表として出場しいずれの大会でも金メダルを獲得した。
後に彼はFIBAにバスケットボールレバノン代表でプレーする希望を申請した。この申請をFIBAは承認し、彼は1999年にレバノンのベイルートで行われた西アジアバスケットボール選手権に出場した。

### 引退後
現役引退後、彼はDJや音楽プロデューサーに転身した。また2010年以降に多くのEPをリリースした。

## 人物
シラキュース大学時代彼はインサイドでの得点力とリバウンドでゲームを支配したがフリースローは苦手とした。
ローポストからのスピンムーブを得意とする彼はヒートに在籍した頃、スピンドクターと呼ばれた。
レバノン出身のNBA選手は彼とスティーブ・カーしかいない。ただしカーはベイルートに駐在したアメリカの外交官の息子である。